# 亲族薹草
亲族薹草（学名：Carex gentilis）为莎草科薹草属的植物，为中国的特有植物。分布在中国大陆的四川、云南、江西等地，生长于海拔1,500米的地区，多生在林下、沟边以及河边。

## 变种
- 短喙亲族薹草（学名：Carex gentilis var. nakaharai）是莎草科薹草属亲族薹草的变种。分布在台湾等地，生长于海拔2,200米的地区，常生长在山坡上。
- 大果亲族薹草（学名：Carex gentilis var. macrocarpa）为莎草科薹草属亲族薹草的变种。分布于中国大陆的四川等地，生长于海拔1,300米至1,800米的地区，多生在沟边、岩石缝中、山坡及草丛中。
- 宽叶亲族薹草（学名：Carex gentilis var. intermedia）为莎草科薹草属亲族薹草的变种。分布在中国大陆的云南、陕西、贵州、四川等地，生长于海拔1,300米至1,950米的地区，见于山坡上、沟边或岩石缝中。